# Archips betulana
Archips betulana es una especie de polilla del género Archips, tribu Archipini, familia Tortricidae. Fue descrita científicamente por Hubner en 1787.

## Descripción
La envergadura es de 18-28 milímetros.

## Distribución
Se distribuye por varios países de Europa y China.